# テモテ
テモテ（希：Τιμόθεος、ラテン文字転記：Timotheos）は、新約聖書の『使徒行伝』に登場するリュストラ（現代のトルコ南部）出身の初期キリスト教徒でパウロの協力者、弟子。ギリシア語ではティモテオス。東方諸教会、正教会、カトリック教会、聖公会、ルーテル教会で聖人。伝承では殉教者（致命者）とされる。正教会での記憶日は1月22日（ユリウス暦使用教会では2月4日に相当）。正教会では、使徒の称をもって呼ばれる七十門徒の一人に数えられることから「聖使徒ティモフェイ」と呼称される。
『使徒行伝』によれば、テモテの父はギリシア人で母はユダヤ人であった。パウロはテモテを気に入り、自らの宣教旅行に連れて行きたかったので、ユダヤ人の手前、彼に割礼を受けさせた。これは西暦50年前後のことであると推察される。テモテはパウロの第二回宣教旅行、第三回宣教旅行に同行し、パウロのよき協力者となった。テモテはパウロに同行するほか、マケドニアなど、パウロがすでに宣教活動を行った場所に派遣されて、指導に当たっている。
この宣教旅行の間に書かれたと想定される『コリントの信徒への手紙二』からも、テモテがパウロのよき協力者であったことがわかる。ここではパウロはテモテをコリントスの教会に派遣し、その指導に当たらせようとしている。また『フィリピ人への手紙』などでは、テモテはパウロと並んで書簡の差出人とされている。テサロニケの信徒への手紙二の著者とする説もある。
のちの伝承によれば、65年パウロはテモテを按手し、エフェソスの主教（司教）とした。テモテは15年間主教としてエフェソスの教会を指導した（ただし別の伝承ではテモテは90年または93年に死んだとされている）。エフェソスの多神教徒が、テモテに自分たちの神を礼拝させようと強制したが、テモテは従わず多神教徒に福音を説いた。激怒した多神教徒はテモテを街路にひきずりだし、石を投げて殺した、と伝える。
新約聖書にある『テモテへの手紙一』および『テモテへの手紙二』はパウロがこのテモテにあてる形で書かれている書簡であるが、現代の自由主義神学、高等批評の研究では、パウロの死後、他の著者によって書かれたものであると推測するものもいるが証明はされていない。
聖書信仰に立つ福音派では、聖書の自己証言により、パウロによってテモテへの手紙が書かれたと認められている。